# Exalphus vicinus
Exalphus vicinus là một loài bọ cánh cứng trong họ Cerambycidae.